# 洪家兴
洪家兴（1942年11月5日—），男，籍贯江苏吴县，生于上海，中国数学家，华罗庚数学奖得主。

## 生平
1965年毕业于复旦大学数学系，1982年获该校博士学位。1995年获得陈省身数学奖。2003年当选为中国科学院院士。 复旦大学教授、数学科学学院院长。